# Guayacanes (República Dominicana)
Guayacanes es un municipio de la República Dominicana, que está situado en la provincia de San Pedro de Macorís.

## Etimología
Su nombre proviene del guayacán, un árbol muy abundante en esta región que es utilizado para la elaboración de objetos artesanales.

## Localización
El municipio está ubicado a unos 16 kilómetros al oeste de la ciudad de San Pedro de Macorís y a 40 km al este de Santo Domingo.

## Límites
Municipios limítrofes:
|                   | Norte: Los Llanos |                            |
| Oeste: Boca Chica |                   | Este: San Pedro de Macorís |
|                   | Sur: Mar Caribe   |                            |

## Distritos municipales
Está formado por el distrito municipal de:
| Nombre     | Código   |
| ---------- | -------- |
| Guayacanes | 09230601 |

## Historia
Guayacanes fue un lugar donde había un asentamiento indígena de la época precolombina, conocida como el Corral, próximo al Talanquera Beach Club, estando su cementerio cercano al antiguo Hotel Punta de Garza, a la entrada del municipio. 
Esta bahía natural con su playa levemente inclinada de arenas finas protegía a los barcos de tormentas y la fuerte marejada. Las cuevas cercanas ofrecían a los habitantes anteriores refugio para protegerse de huracanes severos. En los siglos siguientes, muchos buques necesitados de protección no lograban entrar a través de los espacios estrechos entre los arrecifes y muchos terminaron, intentando escapar de tormentas o piratas, como naufragio en el fondo del mar Caribe. Testigos a estos tiempos de aventura son particularmente los naufragios, cañones y anclas que se han encontrado en las aguas del paraje de Juan Dolio.
A finales de los años 80 y principios de los 90, el paraje de Juan Dolio tuvo un fuerte crecimiento por unos inversionistas extranjeros que vieron la belleza de sus playas y su atractivo turístico.
Antes de la creación del municipio, Guayacanes formaba parte del municipio de San Pedro de Macorís.

## Economía
Está basada mayoritariamente en el sector turístico.

### Turismo
Guayacanes cuenta con las playas más populares de la provincia, y esto se debe a que en ellas se realizan una gran cantidad de fiestas y actividades a las cuales acude gran cantidad de gente, cuando no hay actividades son un poco menos concurridas. El municipio cuenta con varios restaurantes, hoteles, bares, campos de Golf, servicios de alquileres de coches, vendedores de comida rápida y además un muy amplio parque justo a la entrada de la playa.
Sus grandes edificios, acompañados por un gran número de restaurantes, bares, cafés y plazas comerciales;  hacen de esta área un lugar espléndido para vivir o vacacionar, con una gran vida nocturna y sus casi 9 km de playas de arena blanca entre Juan Dolio y Guayacanes.
El paraje de Juan Dolio está formado por una pequeña comunidad que vive alrededor de complejos hoteleros. Los hoteles del paraje de Juan Dolio cuentan con variados paquetes turísticos, tanto en restaurantes, como en spas, equipos de animación, actividades acuáticas, deportivas, paquetes de excursiones, etc.
Se encuentran en Juan Dolio una escuela de buceo internacional y los dos campos de golf más grandes del sureste de la República Dominicana: El “Metro Country Golf Club” y el “Guavaberry Golf & Country Club”.
Está ubicado en Juan Dolio el primer y único estudio cinematográfico del país: Pinewood Indomina; que cuenta con el único tanque de agua del mundo para firma de escenas complejas de alta mar. También cuenta el municipio de Guayacanes con el parque acuático más grande del Caribe, El Parque Acuático Los Delfines.
Entre los hoteles que se encuentran en Juan Dolio están: Barceló Colonia, Tropical , Dcameron Beach Resort, Coral Costa Caribe, Caribe Capella, Emotions by Hodelpa y el gran hotel de lujo de cinco estrellas Embassy Suites.

## Educación
Cuenta con una escuela básica y un Liceo secundario Juan Pablo Duarte y Diez.